# Grande Camafeu da França

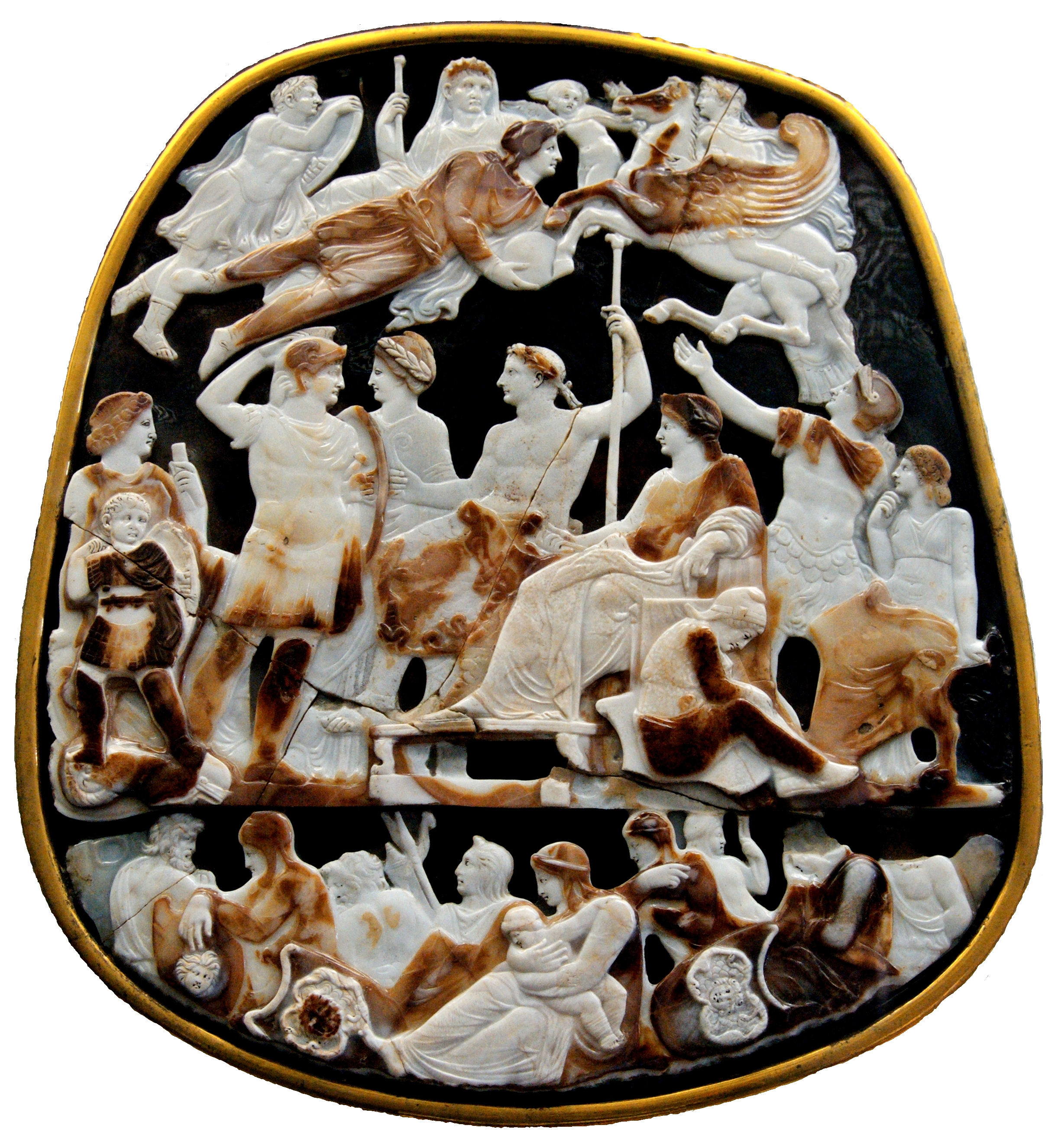
Grande Camafeu da França

O Grande Camafeu da França (em francês: Grand Camée de France) é um camafeu em ônix em cinco camadas datado de cerca de 23. Este camafeu de 31 cm por 26,5, o maior proveniente da Antiguidade, pertence a um grupo de espetaculares gemas gravadas, às vezes chamadas "Camafeus Estatais", que presumivelmente se originaram do círculo cortesão em torno de Augusto, uma vez que mostram-o com atributos divinos que ainda eram politicamente sensíveis, e em alguns casos há aspectos sexuais que não teriam sido expostos para uma audiência mais ampla. Além do Grande Camafeu, pertencem a este grupo o Camafeu Blacas e a Gema Augusta em Viena (que também tem a Gema Cláudia mostrando o imperador Cláudio (r. 41–54) e seu irmão com suas esposas).
Originalmente o Grande Camafeu da França pertenceu ao Tesouro Imperial dos Césares de Roma, passando posteriormente para os imperadores bizantinos. Balduíno II de Constantinopla (r. 1228–1261) vendeu-o para Luís IX de França (r. 1226–1270), que o incorporou no tesouro de Sainte-Chapelle. Cristianizado, o Grande Camafeu passou a ser conhecido como Triunfo de José e a Corte do Faraó. Pertenceu por certo tempo aos papas de Avinhão até ser posteriormente devolvido ao Sainte-Chapelle por Carlos V de França (r. 1364–1380). Durante a Revolução Francesa, a Assembleia Nacional o alocou na Sala das Medalhas, onde foi roubado. Foi vendido em Amsterdã por $ 60,000 quando a polícia de Napoleão Bonaparte encontrou-o, porém sem sua original moldura em ouro. Napoleão então ordenou que um joalheiro colocasse a atual moldura de bronze dourado. Em 8 de setembro de 1912, a moldura perdida foi descoberta em posse de M. Babelon, proprietário da Sala de Medalhas do Museu Nacional. Atualmente o camafeu reside em Paris, na Biblioteca Nacional.
O Grande Camafeu está gravado com 24 figuras, dividas em três níveis. Em seu sentido geral, com clara intenção propagandística, o trabalho afirma a continuidade e legitimidade dinástica da dinastia júlio-claudiana. Na porção superior estão os membros mortos - Augusto, cercado por Druso II e Germânico voando sobre o Pégaso. Possivelmente o personagem trajando roupas em estilo oriental e com o globo pode ser Eneias. No nível médio estão os vivos - o imperador Tibério (r. 14–23) no centro, acompanhado de sua mãe Lívia Drusa e por Nero (herdeiro designado de Tibério) de um lado e Druso III e Calígula do outro. No nível inferior, alguns bárbaros cativos.